# Памятник Петру I (Рига)
Памятник Петру Первому (Рига) — памятник, церемония открытия которого прошла в столице Лифляндской губернии  4 июля 1910 года в честь двухсотлетия со дня вступления в Ригу армии Петра Первого.

## Создание памятника

### Сбор пожертвований
Решение о создании памятника первому российскому императору было принято 6 декабря 1908 года. Тогда же прозвучал призыв к жертвованию средств. На призыв откликнулись широкие слои населения, а также органы городского и губернского правления, высокопоставленные чины и представители прибалтийско-немецкого рыцарства. Все денежные пожертвования собрали очень оперативно.
Всего кураторам создания памятника Петру I удалось собрать 87 236 рублей 89 копеек, что по курсу начала XX века было довольно крупной суммой. Суммы, переданные жертвователями, поступили следующим образом: 28 000 рублей передал город Рига; 18 000 рублей пожертвовало Лифляндское рыцарство; 12 000 рублей собрали представители ландрата.
По тысяче рублей пожертвовали жители Дерпта и Рижский Биржевой банк, город Феллин (ныне Вильянди на территории современной Эстонии) передал 200 рублей, а ещё 27 тысяч рублей составили индивидуальные пожертвования.

### Проведение конкурса
Вскоре был объявлен конкурс, в котором приняло участие 58 скульпторов. Первая награда нашла Александра Баумана из Санкт-Петербурга, который сделал вертикальный акцент на фигуре Петра, представленного спешенным. Повернув голову чуть влево, император устремил взор вдаль, а его правая рука «фертом» упирается в бок.
По некоторым сведениям, победитель конкурса при обсуждении заказа предъявил чрезмерные требования. В итоге После долгого обсуждения Комиссия решила поддержать «конный» проект профессора Берлинской Академии архитектуры Густава Шмидта-Касселя как более «величественный» и выразительный. Проект Шмидта-Касселя опирался на стилевые традиции классицизма и в соответствии с художественной концепцией этого направления был украшен девизом «Война и мир». В дальнейшем за свою работу скульптор получил почётную государственную награду — орден Святого Станислава второй степени.

### Победители состязания
Почётными призовыми местами были отмечены и другие участники конкурса.
Второй приз достался Францу Прителю, тоже мастеру из Берлина: по его замыслу Пётр восседает на коне, держа в руке неразвёрнутый свёрток, на котором, сформулированы привилегии различным слоям местного населения (но в первую очередь, прибалтийско-немецким землевладельцам и бюргерам).
Третий приз был вручён Вильгельму Вандшнейдеру, имя которого, прочно закрепилось в истории рижских памятников как автора статуи Михаила Богдановича Барклая-де-Толли, расположенной на территории рижской Эспланады, слева от Христорождественского Кафедрального собора. Этот памятник перед Первой мировой войной в процессе эвакуации культурных и промышленных ценностей был снят с постамента (сохранившегося до наших дней) и отправлен в неизвестность. Теперь на его месте возвышается копия, создание которой спонсировал рижский предприниматель Евгений Гомберг.
Поощрительными премиями решено было отметить вариант памятника, представленные на суд жюри скульптором из Риги Влассаком, на котором изображён пеший Пётр, а у подножия памятника находятся аллегорические изображения, снабжённые соответствующей для них эмблематикой. Также жюри посчитало необходимым отметить дополнительным призом проект Гугона Ледерера — его Пётр монументален даже чересчур, он очень напоминает римского императора мощью торса, которая только акцентируется спадающей с его плеч одеждой, напоминающей тогу.

### Церемония открытия
Конная статуя самодержца-реформатора была начата в первые месяцы 1909 года, а закончена была практически через год, к моменту прибытия в Ригу царской семьи, что было связано с широкомасштабным празднованием двухсотлетия вхождения Лифляндии в состав Российской империи. К причалу у резиденции генерал-губернатора (Рижский замок) прибыла императорская яхта «Штандарт» с Николаем Вторым. Специально для гостей инаугурации была сооружена трибуна, вмещавшая тысячу двести зрителей, памятник был покрыт белой тканью, которая спала в самый торжественный момент, запечатлённый официальным фотографом мероприятия Александром Станке, а также ещё одним неофициальным фотографом, чья альтернативная плёнка также получила распространение.
Празднества по случаю установления памятника императору Петру Первому продолжались три дня. В этого трёхдневного визита, посвящённого юбилею вхождения Лифляндии в состав Империи, Николай II осмотрел ряд рижских достопримечательностей, в число которых входил Дом Черноголовых, где он встретился с представителями остзейского дворянства. Императорская семья также посетила Петровский парк, расположенный в устье Андреевской гавани, где государь и его дочери посадили пять дубов. Дубы не сохранились. В ходе встречи императора с двумя главными представительствами губернской администрации: с генерал-губернатором Лифляндии Звегинцовым и с градоначальником Джорджем Армитстедом царь раздал памятные медали, жетоны и подарки.

### Эвакуация из Риги
В августе 1914 года, в период Первой мировой войны, было принято решение по транспортировке памятников культуры, высших образовательных учреждений и промышленных предприятий. В список культурно-исторических ценностей подлежавших эвакуации попал и памятник Петру Первому работы Густава Шмидта-Касселя. Летом 1915 года на Ригу наступала кайзеровская армия. Поэтому памятник Петра Первого сняли с пьедестала и погрузили на эвакуационное судно «Сербино», ходившее под английским флагом. Градоначальник Вильгельм Роберт фон Бульмеринк, занимавший эту должность с 1913 года, сопротивлялся решению наместника Курляндии и Лифляндии (начальника Двинского военного округа по гражданской части) Павла Григорьевича Курлова о начале эвакуации,  и отправлен на должность в Иркутск, хотя формально он оставался градоначальником до 1917 года. 

## В Латвии

### Статья в журнале
В период первой Латвийской Республики, в Риге вышла некая статья в издании «Для Вас» (14 января 1934 года), в которой автор и якобы очевидец тех событий с подписью Н. Н. сообщал следующие подробности.
В 1915 году статую перекатили на катках до палубы и погрузили в судно, причём люк трюма пришлось открыть, так как статую не помещалась, при этом часть памятника (а конкретно — круп с задними конечностями) торчала наружу. Судно «Сербино» отправилось на остров Вормси (Моонзундский архипелаг), где располагалась перевалочная база эвакуируемых ценностей, там судну следовало ожидать прибытия охранного корабля, которое должно было конвоировать «Сербино» через акваторию Финского залива. Однако военное судно не прибыло и «Сербино» простаивал у острова целые сутки. Во время этой задержки, проплывавший через Моонзундский архипелаг кайзеровский эсминец принял решение бомбардировать «Сербино», в следствии чего грузовой корабль с ценным грузом в трюме был отправлен на дно, где ему суждено было пролежать ещё более пятнадцати лет. Команду затонувшего судна эвакуировали на берег. Капитан корабля останавливался в «маленькой петербургской гостинице», где встретился со своим знакомым, очевидцем эвакуации памятника. Капитан сообщил, что статую, выпиравшую из люка, на полном ходу выбросило из трюма по причине сильного напора изнутри (судно погружалось и давление внутри трюма возрастало по закону физики пропорционально увеличению глубины). Капитан якобы сообщал, что статуя не отправилась ко дну вслед за «Сербино». Автор статьи писал, что якобы через неделю после этой встречи капитан вместе со своим экипажем погиб, отправляясь в очередной рейс, а автор остался единственным очевидцем.

### Решение о сносе постамента
11 июля 1928 года Рижская городская управа приняла решение о сносе пустого постамента за ненадобностью. Ещё на фотографии октября 1931 года виден постамент, оклеенный предвыборными плакатами, однако уже на снимке митинга ноября 1931 года постамента нет.
В это же время уже готовилось начало строительства главного монумента Латвии — Памятника Свободы (архитектор Эрнест Шталберг, скульптор Карлис Зале) практически на том же месте (только чуть выше по направлению от Городского канала).
10 кубометров гранита от постамента памятника в 1937 году были использованы Эрнестом Шталбергом для сооружения монумента защитникам Риги (Судрабкалныньш) в Иманте.

### Обнаружение затонувшего судна
В 1934 году в Ригу поступила новость — водолаз-профессионал из Эстонии Антон Нигола поднял со дна моря судно «Сербино», а также петровскую конную статую ровно в тридцати метрах от подбитого в Первую мировую войну корабля. Обнаружились все детали, кроме обоих ушей коня. Эстонское общество по подъёму судов предложило латвийской стороне выкупить найденный памятник. Предложение вызвало повышенный интерес у думцев и спровоцировало их на проведение целого ряда заседаний, посвящённых практически целиком этой теме. Эстонская сторона запрашивала 15 000 эстонских крон (по сообщению Банка Эстонии, в 2021 году эта сумма соответствовала 75-90 тысяч евро). 10 июля 1934 года на заседании Рижской городской управы, которое проводил городской голова Хуго Целминьш, было принято решение о выкупе остатков памятника с условием, что памятник должен быть в хорошем состоянии, а вознаграждение будет уплачиваться в латах по взаимной договорённости и в соответствии с установленным на бирже курсом. Во многом решающим голосом на заседании обладал инженер-архитектор Латвии Павилс Дрейманис (один из авторов рижского Центрального рынка).

### Возвращение
23 июля 1934 года памятник вернулся в Ригу, пусть даже, по инициативе эстонского ведомства, в разобранном виде. По-другому поступить со статуей было нельзя —  у эстонских водолазов не было лебёдки грузоподъёмностью в три тонны. Они разместили некоторое количество взрывчатки под брюхом коня, тем самым разорвав памятник. Брюхо коня было буквально вырвано, клёпка деталей разрушилась, памятник развалился на части.
Пока для памятника подыскивали удобное место, в роли первого временного пристанища выступила подворотня Рижского замка. Департамент по памятникам совместно с главным городским архитектором уже присмотрели сад Виестура, история возникновения которого связана Петром Первым. Позже части памятника были перенесены в крестовую галерею Домского собора, где и были положены на неопределённый срок. В ходе второй мировой войны на развалины никто не обращал внимания вплоть до 1959 года.

## В советский период
Памятник в третий раз поменял место дислокации — перенесён на склад Управления благоустройства Риги. Смена обстановки памятника была продиктована усилиями известного советского архитектора Николая Николаевича Ренделя (1913—1964 годы), который с 1950 по 1956 год занимал пост главного архитектора Риги, что и позволяло ему разрабатывать основные проекты благоустройства города при проектировочном институте «Латгипрогорстрой». В связи с кончиной Николая Ренделя инициативы восстановления памятника были прерваны. Только в начале 1970-х к ней вернулся латвийский краевед, историк и публицист Георгий Васильевич Никитин, благодаря архивным и публицистическим изысканиям которого Рижский горисполком 25 сентября 1977 года принял очередное решение о восстановлении памятника, но только лишь к 1990 году[прояснить].

## В современной Латвии
На очень долгое время памятник оказался забытым, о нём знали и помнили немногие энтузиасты-любители и редкие профессионалы-краеведы. В 1989 году бывший советский офицер Станислав Разумовский забрал памятник с полузаброшенного склада на окраине Риги и перевёз его на территорию советской войсковой части на улице Абренес, где попытался его собрать и восстановить. Однако за время скитаний было утрачено много деталей — оба бедра всадника, правая рука, нижняя челюсть коня, сбруя, палаш. 
С передачей военного объекта латвийской армии детали памятника перевезли в гараж на территории другой военной части — на улице Крустабазницас. Здесь части памятника в 1997 году осмотрели эксперты из Санкт-Петербурга и признали памятник непригодным для реставрации.
В 1999 году предприниматель Евгений Гомберг предложил Рижской думе восстановить скульптуру. На собственные средства он заказал реставрацию рижского бронзового всадника. В арендованном пустовавшем цехе бывшего Рижского вагоноремонтного завода петербургские литейщики мастерской Дениса Гочияева собрали остатки скульптуры. Скульптор Алексей Мурзин по сохранившейся авторской модели вылепил утраченные детали, которые отлили в Санкт-Петербурге. Российское посольство в Латвии передало голову Петра, которую Разумовский передал туда на сохранение.
В 2001 году городская управа Риги решила подарить памятник городу Санкт-Петербургу. Санкт-Петербург был готов принять памятник, но усилиями Российского посольства это "дарение" было остановлено. По договорённости с мэрией Санкт-Петербурга в связи с визитом их делегации на празднование 800-летия Риги 17 августа 2001 года памятник был выставлен на обозрение в парке Кронвалда на берегу Рижского канала. Через три дня по требованию национальных депутатов Думы  Евгений Гомберг увёз памятник на автостоянку своего предприятия Teikas Nami, где он находился на хранении следующие девятнадцать лет. Все эти годы памятник оставался собственностью Рижской думы.
Хотя демонстрация памятника состоялась с письменного разрешения мэра Риги Гундарса Боярса, комиссия Думы оштрафовала Гомберга на 25 латов, обвинив его в самоуправстве.
В 2003 году в связи с празднованием трёхсотлетия Санкт-Петербурга с гипсовых слепков, снятых Денисом Гочияевым со скульптуры специально для этой цели, он отлил копию памятника, которая сегодня установлена в Константиновском дворце в пригороде Санкт-Петербурга Стрельне. 
В 2020 году Евгений Гомберг, по согласованию с Рижской и Юрмальской Думой, перевёз памятник Петру I на территорию возле своего особняка в Юрмалу, где он хорошо доступен для обозрения. В июне 2023 года был заключён договор обмена, по которому скульптура перешла в семейную собственность Е.Гомберга, а взамен Дума получила в собственность два уже установленных в Риге памятника - бюст Джорджа Армитстеда и памятник Филиппо Паулуччи, до этого остававшихся в собственности семьи Е.Гомберга 

## Другие памятники Петру в Риге
Кроме памятника Петру Первому в начале Александровского бульвара, в Риге летом 1910 года было установлено ещё два монумента.
Первый был сделан полностью на пожертвования солдат и представителей офицерства разных национальностей и установлен на территории так называемого Петровского лагеря в Саласпилсе, в районе станции Доле. Памятник представлял собой обелиск, состоявший из крупных каменных плит. Каменную структуру венчала золотая держава, имевшая форму шара, на которой, расправив крылья, парил орёл. Автором проекта памятника, установленного 5 июля 1910 года, является штабс-капитан Сперанский, а непосредственными «исполнителями» задумки офицера были вольноопределяющиеся 116-го пехотного Малоярославского полка: 15 роты Островитянин и 14 роты Попов. Оба скульптора были выпускниками Рижского Политехнического университета. Вероятнее всего, саласпилсский памятник погиб после 1915 года, будучи отправленным глубоко в тыл, поскольку к Риге стремительно и неотвратимо приближалась линия фронта.
Другой же памятник, также не сохранившийся до наших дней, был установлен 8 августа 1910 года у входа в Усть-Двинскую крепость. Он в свою очередь представлял собой гранитный обелиск оригинальной конструкции, завершавшийся медным шаром, скреплявшим составные части обелиска, на котором возвышался петровский императорский орёл, символически увенчанный лавровым венком.